# Эггебрехт, Аксель
Аксель Константин Август Эггебрехт (нем. Axel Constantin August Eggebrecht; 10 января 1899[…], Лейпциг, Королевство Саксония — 14 июля 1991[…], Гамбург) — немецкий писатель, журналист и сценарист.

## Биография
Родился в зажиточной семье. Поле окончания средней школы в Лейпциге в 1917 году, ао время Первой мировой войны уходит добровольцем на фронт. В боях получил тяжелое ранение, от последствий которого страдал всю жизнь. После окончания войны долго не мог определиться со своими политическими предпочтениями. Первоначально поддерживал праворадикальные националистические союзы, затем перешёл в лагерь «левой» оппозиции. В 1920 году вступает в Коммунистическую партию Германии (состоял в ней до 1925 года), дважды в 1923—1924 годах посещает СССР. Поселившись в Берлине, А.Эггебрехт начинает работу сценариста и ассистента режиссёра на киностудиях
UFA, как журналист в левом пацифистском периодическом сборнике «Мировая сцена» (Weltbühne), а также как кинокритик в газете «Берлинер Тагеблатт», кроме этого занимается литературным творчеством. Входил в состав «колонии художников» в Берлине, где состояли многие известные писатели, живописцы и другие деятели культуры левых взглядов. После прихода у власти в Германии в 1933 году национал-социалистов был арестован и отправлен в концлагерь Хайневальде, где провёл несколько месяцев. После освобождения работал как сценарист и литературный критик уже под псевдонимом.
После окончания Второй мировой войны Эггебрехт был в июне 1945 года британскими оккупационными властями уполномочен восстановить гражданское радиовещание в Гамбурге. В сентябре было организовано «Северо-западное германское радио» (NWDR), в котором писатель становится руководителем одного из отделений. Работая также журналистом на радио, он освещал проходивший во Франкфурте-на-Майне в 1963—1965 годы процесс над нацистскими военными преступниками и преступлениями в концлагере Освенцим. В 1965 году писатель становится членом западногерманского ПЕН-клуба, и с 1972 года — его вице-президентом.
Как писатель А.Эггебрехт был автором романов, поэтических произведений, радиопостановок, и киносценариев и эссе. Вплоть до конца своей жизни был автором литературно-критических статей в немецкой прессе. Автор ряда научно-фантастических произведений.
Был дважды женат. Похоронен в Гамбурге на кладбище Ольсдорф.
А.Эггебоехт был награждён многочисленными литературными премиями и почётными званиями — медалью Карла фон Осецкого (1979), премией Геррита-Энгельса (1982), медалью Штолтена (1989), он был почётный сенатор Гамбургского университета (с 1976) и т. д. В 2009 году одна из улиц Лейпцига была названа его именем.
В 2006 году при городском совете Лейпцига была учреждена премия Акселя Эггебрехта для поощрения работающих на радио журналистов.

## Сочинения (избранное)
- «Кошки» (Katzen). Берлин, 1927; Цюрих 1967
- «Обзор мировой литературы» (Weltliteratur. Ein Überblick). Гамбург 1948
- «Моя литература» (Meine Weltliteratur). Бонн/Берлин 1985, ISBN 3-8012-0106-6
- «На полпути. Оценка нашей эпохи» (Der halbe Weg. Zwischenbilanz einer Epoche). Рейнбек-Гамбуг 1975, ISBN 3-498-01612-1
- «Народ, который вооружён» (Volk ans Gewehr. Chronik eines Berliner Hauses 1930-34). Берлин 1980, ISBN 3-8012-0047-7
- «Рассерженные старики. Мысли о Германии после 1945 года» (Die zornigen alten Männer. Gedanken über Deutschland seit 1945). Рейнбек 1979, ISBN 3-499-15007-7

## Фильмография (избранное)
| - 1928: «Республика жареных рыб» - 1929: «Борьба Терции»" - 1934: «Фрейлин-фрау» - 1934: «Папи» - 1935: «Подарок» - 1936: «Четыре девушки и мужчина» - 1936: «Фрейлин Вероника» - 1936: «Мария, юная дева» - 1938: «Добропорядочная девчонка» - 1938: «Её телохранитель» - 1938: «Мушкетёр Мейер III» - 1939: «Бел Ами» - 1939: «Маргарита: 3» | - 1939: «Я — Себастьян Отт» - 1939: «Золото в Нью-Фриско» - 1940: «Оперетта» - 1941: «Комедианты» - 1942: «Аннушка» - 1942: «Венская кровь» - 1944: «Мужчина, похожий на Максимилиана» - 1951: «Потерянный» - 1952: «Страна улыбки» - 1954: «Рыцарь Вронский» - 1954: «История любви» - 1955: «Жена посла» - 1956: «Штреземан» - 1960: «Выживший — виновен» - 1967: «Мятеж Рема» |

## Радиопьесы (избранное)
- 1947: «Что было бы, если…» (Was wäre, wenn …)
- 1947: «Если мы хотим… (продолжение предыдущей)» (Wenn wir wollen)
- 1947: «Муравьи» (Die Ameisen)
- 1947: «Года 1948 не будет» (Das Jahr 1948 findet nicht statt)
- 1950: «На полпути» (Der halbe Weg)
- 1950—1951: «Время платить по счетам» (Einer zahlt seine Schuld)
- 1951: «Европа, мечта или реальность» (Europa — Traum oder Wirklichkeit)
- 1956: «Штреземан» (Stresemann)
- 1956: «Шулер» (Der Falschspieler)
- 1958: «Нобелевская премия» (Der Nobelpreis)
- 1960: «Зеркало» (Spiegel)